# Ioan Meșotă Főgimnázium
A Dr. Ioan Meșotă Főgimnázium (románul: Colegiul Național „Dr. Ioan Meșotă”) egy nyolcosztályos, román tannyelvű brassói elméleti középiskola. A város és a megye egyik legjobb iskolájaként tartják számon, diákjai folyamatosan kiváló eredményeket érnek el az érettségin és a tantárgyversenyeken.

## Története
A Ioan Meșotă reállíceum 1919-ben, a román hatalomátvétel után alakult meg egy 1869-ben alapított négyosztályos román görögkatolikus alreálgimnázium és az 1885-ben alapított nyolcosztályos magyar állami főreálgimnázium összevonásával. Maga a tanintézmény 1869-et tekinti alapítási dátumának, és 2019-ben ünnepelte 150 éves fennállását.
Az új iskola a magyar Főreál Rezső körúti épületébe költözött, és felvette Ioan Meșotă (1837–1878) nevét. Meșotă a 19. században fő szerepet vállalt a brassói román oktatás megszervezésében (az ő nevéhez fűződik a román alreál 1869-es megalapítása is), 1870-től a román központi iskolák igazgatója volt, 1877-től a Román Akadémia tagja.
Fennállásának első évében (vagyis az 1919/1920-as tanévben) 184 diákja volt; négy év múltán ez már 350-re nőtt. Kezdetben román és magyar nyelven is folyt az oktatás, de 1928-tól a román nyelv lett a kizárólagos. 1923-ban egy új bentlakást építettek, 1943–1944-ben pedig felújították az épületet. 1944 októbere és 1945 áprilisa között az épület szovjet hadikórházként szolgált.
A hatalomra kerülő kommunisták az új oktatási törvény értelmében 1948-ban megszüntették a középiskolát, a tanulókat több más iskola között osztották el, az épületbe pedig a Transilvania Egyetem karjait költöztették. A Meșotă utódjaként 1954-ben megalakult a 3-as Számú Középiskola; ez 1957-ben a Traktor-negyedbe költözött 13-as Számú Általános Iskola néven. 1962-ben jelenlegi épületébe, az Új városközpont-beli Bihorului utcába költözött. 1981-ben 8-as Számú Ipari Líceum lett a neve. A kommunizmus bukása után, 1990-ben elméleti líceummá alakult, és visszakapta a Ioan Meșotă nevet. 1999-ben főgimnáziummá nyilvánították. 2015–2017 között egy új épületszárnyat emeltek.

## Leírása
A Meșotă Főgimnáziumot a város egyik legjobbjaként tartják számon; tanulói kiváló eredményeket érnek el az érettségin és az országos és nemzetközi tantárgyversenyeken. Az érettségin minden diák átmegy. Brassó három legerősebb középiskolája között van (a másik kettő az Andrei Șaguna és a Grigore Moisil főgimnázium), országos viszonylatban 2018-ban a 29. helyen állt. A minőséget bizonyos fokig mesterségesen tartják fenn: minden év végén kicsapják azokat a diákokat, akik nem érik el a 8-as (80%) tanulmányi átlagot. Az iskolába való beiratkozás feltétele, hogy a szülő beleegyezzen ebbe a kitételbe.